# Morinda montana
Morinda montana är en måreväxtart som beskrevs av Jan Thomas Johansson. Morinda montana ingår i släktet Morinda och familjen måreväxter. Inga underarter finns listade i Catalogue of Life.